# Wasted Love (JJ)
Wasted Love is een lied van de Oostenrijkse zanger JJ. Het nummer werd uitgebracht op 6 maart 2025 en werd voor het eerst voorgesteld in het radioprogramma Hitradio Ö3. Wasted Love werd geschreven door JJ samen met Teodora Špirić en Thomas Turner. Het lied vertegenwoordigde Oostenrijk op het Eurovisiesongfestival 2025 in Bazel, waar het uiteindelijk won.

## Inhoud
Wasted Love is een ballad die pop, opera en techno combineert. JJ (pseudoniem van Johannes Pietsch) verandert per refrein van vocale toonhoogte. Het nummer begint met minimale instrumentatie, maar bouwt op naar het eerste refrein. Vlak voor dat refrein zet de orkestrale begeleiding met strijkers in, waarna deze tijdelijk afneemt en plaatsmaakt voor staccato gespeelde strijkers en blaasinstrumenten. Ook het drumstel komt erbij. Bij de tweede herhaling van het refrein is de instrumentatie intenser dan ervoor. Daarna overheerst een typische techno-instrumentatie, waarna het nummer eindigt in een climax met maximale dynamiek. Pietsch haalt aan het eind van het tweede refrein en aan het slot een Cis6.
De tekst is volledig in het Engels.

## Eurovisiesongfestival 2025
De Oostenrijkse omroep ORF maakte op 7 september 2024 officieel bekend te zullen deelnemen aan het Eurovisiesongfestival 2025. De vertegenwoordiger werd intern geselecteerd. In oktober 2024 meldden Oostenrijkse media dat acht inzendingen van zeven artiesten, waaronder Dodo Muhrer (die Oostenrijk in 2015 al vertegenwoordigde als lid van The Makemakes), Johannes Pietsch, Kayla Krystin, Nnoa en Philip Piller, na een live-castingronde in de ORF-studio’s op de shortlist waren beland.
Op 30 januari 2025 werd Pietsch, onder de artiestennaam JJ, tijdens het radioprogramma Ö3-Wecker op Ö3 door ORF officieel voorgesteld als de Oostenrijkse inzending voor het Eurovisiesongfestival 2025. Zijn nummer Wasted Love werd gekozen uit acht inzendingen door een jury bestaande uit 30 lokale en internationale muziek- en Eurovisie-experts, bijna 30 vertegenwoordigers van OGAE-fanclubs uit vijf landen en het ORF-team.
Wasted Love werd geschreven door Pietsch, Teodora Špirić en Thomas Turner. Turner produceerde het samen met Pele Loriano en Báiint Sapszon. Het werd o.a. opgenomen met het Budapest Scoring Orchestra, onder leiding van dirigent Zoltán Pad.
Samen met de inzendingen van Zweden (Bara bada bastu) en Frankrijk (Maman) werd Wasted Love voorafgaand aan het Eurovisiesongfestival beschouwd als een favoriet voor de eindzege. Uiteindelijk sleepte JJ de overwinning binnen met een totaal van 436 punten; hiervan waren 258 punten afkomstig van de vakjury's en 178 punten van de televoting. Het was in totaal de derde keer dat Oostenrijk het Eurovisiesongfestival won.

## Medewerkers
- Zang: JJ, Teodora Špirić
- Muziek en tekst: Johannes Pietsch, Teodora Špirić, Thomas Thurner
- Productie: Pele Loriano, Thomas Thurner, Wojciech Kostrzewa
- Mixing: Michael Höchtl
- Mastering: Mischa Janisch
- Dirigent: Zoltán Pad
- Orkest: Budapest Scoring Orchestra
- Arrangeur: Wojciech Kostrzewa
- Studioassistent: Patrik Veréb
- Opnametechnicus: Dénes Rédly
- Drums, piano, synthesizer: Thomas Thurner
- Programmering: Wojciech Kostrzewa

1956: Refrain · 
1957: Net als toen · 
1958: Dors, mon amour · 
1959: 'n Beetje · 
1960: Tom Pillibi · 
1961: Nous les amoureux · 
1962: Un premier amour · 
1963: Dansevise · 
1964: Non ho l'età · 
1965: Poupée de cire, poupée de son · 
1966: Merci, chérie · 
1967: Puppet on a string · 
1968: La la la · 
1969: Un jour, un enfant, De troubadour, Vivo cantando, Boom bang-a-bang · 
1970: All kinds of everything · 
1971: Un banc, un arbre, une rue · 
1972: Après toi · 
1973: Tu te reconnaîtras · 
1974: Waterloo · 
1975: Ding-a-dong · 
1976: Save your kisses for me · 
1977: L'oiseau et l'enfant · 
1978: A-ba-ni-bi · 
1979: Hallelujah · 
1980: What's another year · 
1981: Making your mind up · 
1982: Ein bißchen Frieden · 
1983: Si la vie est cadeau · 
1984: Diggi-loo diggi-ley · 
1985: La det swinge · 
1986: J'aime la vie · 
1987: Hold me now · 
1988: Ne partez pas sans moi · 
1989: Rock me · 
1990: Insieme: 1992 · 
1991: Fångad av en stormvind · 
1992: Why me? · 
1993: In your eyes · 
1994: Rock 'n' roll kids · 
1995: Nocturne · 
1996: The voice · 
1997: Love shine a light · 
1998: Diva · 
1999: Take me to your heaven · 
2000: Fly on the wings of love · 
2001: Everybody · 
2002: I wanna · 
2003: Everyway that I can · 
2004: Wild dances · 
2005: My number one · 
2006: Hard rock hallelujah · 
2007: Molitva · 
2008: Believe · 
2009: Fairytale · 
2010: Satellite · 
2011: Running scared · 
2012: Euphoria · 
2013: Only teardrops · 
2014: Rise like a phoenix · 
2015: Heroes · 
2016: 1944 · 
2017: Amar pelos dois · 
2018: Toy · 
2019: Arcade · 
2021: Zitti e buoni · 
2022: Stefania · 
2023: Tattoo · 
2024: The code · 
2025: Wasted love